# 階 (群論)
在群論這一數學的分支裡，階這一詞被使用在兩個相關連的意義上：
- 一個群的階是指其，即其元素的個數；
- 一個群內的一個元素a之階（有時稱為週期）是指會使得am = e的最小正整數m（其中的e為這個群的單位元素，且am為a的m次冪）。若沒有此數存在，則稱a有無限階。有限群的所有元素都有有限阶。

一個群G的階被標記為ord(G)或|G|，而一個元素的階則標記為ord(a)或|a|。

## 例子
例子：包含三個物件的所有置換之對稱群S3會有下面的乘法表。
| · | e | s | t | u | v | w |
| - | - | - | - | - | - | - |
| e | e | s | t | u | v | w |
| s | s | e | v | w | t | u |
| t | t | u | e | s | w | v |
| u | u | t | w | v | e | s |
| v | v | w | s | e | u | t |
| w | w | v | u | t | s | e |
這個群有六個元素，所以ord(S3) = 6。以定義可知，單位元素e的階為1。s、t和w的平方都為e，所以這些群元素的階都為2。剩下的，u和v的階為3，因為u2 = v 且 u3 = vu = e，而v2 = u 且 v3 = uv = e。

## 階和結構
由一個群或其內之元素的階可以大致知道群的結構。簡略地說，階的因式分解越複雜，這個群就會越複雜。
若群G的階為1，則這個群稱為平凡群。給定一元素a，則ord(a) = 1若且唯若a為其單位元素。若G內的每一個(非單位)元素和其逆元素相同(故a2 = e)，則ord(a) = 2且因此G會是個阿貝爾群，因為ab=(bb)ab(aa)=b(ba)(ba)a=ba。此一敘述的相反不一定為對；例如，整數同餘6之(加法)循環群Z6為可換的，但數字2的階為3(2+2+2 = 6 ≡ 0 (mod 6))。
階兩種概念之間的關係如下：若給出一個由a產生之子群
{\displaystyle \langle a\rangle =\{a^{k}:k\in \mathbb {Z} \}}
則
{\displaystyle \operatorname {ord} (a)=\operatorname {ord} (\langle a\rangle ).}
對於任一個整數k，會有「ak = e   若且唯若   ord(a) 整除 k」之關係。
一般來說，G的每個子群之階都會整除G的階。更精確地來說：若H是G的一個子群，則
ord(G) / ord(H) = [G : H]
，其中[G:H]是於G內的H之指標，為一整數。此為拉格朗日定理
上述會有一個立即的結論為，一個群的每一個元素之階都會整除此一群的階。例如，在上面所示之對稱群中，ord(S3) = 6，且其內元素的階分別為1、2或3。
下面的部份相反對有限群為真：若d會整除一個群G的階且d為一個質數，則存在一個內G內為d階的元素(這有時被稱為柯西定理)。此一敘述在其階為合數時並不成立，如克萊因四元群中即不存在一個4階的元素。這可以用數學歸納法來證明。這個定理的結論包括：一個群G的階為一個質數p的次方若且唯若對每個在G內的a，ord(a)都是p的某個次方。
若a有無限階，則a的所有次方也都會有無限階。若a有有限階，則對於a的次方的階會有下列的公式：
ord(ak) = ord(a) / gcd(ord(a), k)。
特別地是，a和其逆元素a-1會有相同的階。
並不存在一個將a和b的階關連到其乘積ab的階之一般公式。a和b都有著有限階而ab則有著無限階的情形還是有可能的。若ab=ba，則至少可知ord(ab)會整除lcm(ord(a),ord(b))。其結論可證明在一個有限阿貝爾群中，若m為所有群元素的階之中的最大值，則每一個元素的階都會整除m。

## 用元素的階來計數
若G是一個有n階的有限群，且d是n的因數，則G內有d階的元素個數會為φ(d)的倍數，其中φ為歐拉函數，為不大於d且互質於d的正整數之個數。例如，在S3的例子中，φ(3) =2，且確實有恰好兩個3階的元素。這個定理對為2階之元素沒有什麼有用的資訊，因為φ(2) = 1。

## 與同態的關係
群同態會縮減元素的階：若f: G → H是一個同態，且a是G內一個有限階的元素，則ord(f(a))會整除ord(a)。若f為單射的，則ord(f(a)) = ord(a)。這通常可以被用來證明在兩個給定之離散群中不存在(單射)同態。(例如，不存在一個非當然同態h: S3 → Z5，因為每個在Z5內除了0之外的元素都有著5階，而不可以整除在S3內有1、2、3階的元素。)更進一步的結論有共軛元素會有相同的階。

## 類方程
一個關於階的重要結論為類方程；其將有限群G的階連結至其中心Z(G)的階和其非當然共軛類的多寡：
{\displaystyle |G|=|Z(G)|+\sum _{i}d_{i}\;}
其中di為非當然共軛類的多寡；其為|G|大於1的純因數，且會相等於某些G的非當然純子群的指標。例如，S3的中心為只有單位元素e之當然群，而此方程則讀做|S3| = 1+2+3。

## 公開的問題
一些有關群和其元素較深的問題包含在伯恩賽德問題裡；有些的問題至今仍然未解。